# Екстремізм
Екстремі́зм (від фр. extremisme, лат. extremus — крайній) — прихильність крайнім поглядам і, особливо, методам, діям, заходам у політиці. 

## Різновиди
Серед таких методів можна відзначити провокацію заворушень, громадянську непокору, терористичні акції, методи партизанської війни. Найбільш радикально налаштовані екстремісти часто заперечують в принципі будь-які компроміси, переговори, угоди.

## Чинники
Зростанню екстремізму зазвичай сприяють: соціально-економічні кризи, різке падіння життєвого рівня основної маси населення, тоталітарний політичний режим з придушенням владою опозиції, переслідуванням інакомислення. В таких ситуаціях крайні заходи можуть стати для деяких осіб та організацій єдиною можливістю реально вплинути на ситуацію, особливо якщо складається революційна ситуація чи держава охоплена тривалою громадянською війною — можна говорити про «вимушений екстремізм».